# 正木ゆう子
正木 ゆう子（まさき ゆうこ、1952年6月22日 - ）は、日本の俳人。本姓・笠原。

## 来歴・人物
熊本県熊本市生まれ。熊本県立熊本高等学校、お茶の水女子大学卒業。大学時代の1973年、兄正木浩一に誘われて「沖」入会、能村登四郎に師事。また福永耕二、坂巻純子に親しむ。大学卒業後は広告会社に務め、1977年結婚。1986年、第一句集『水晶体』を私家版で刊行。
1991年、兄浩一が癌により死去、翌年に一周忌を機に遺句集『正木浩一句集』を編集刊行。1994年、第二句集『悠 HARUKA』刊行。1996年、澁谷道に誘われ俳句と連句の同人誌「紫薇」参加。2000年俳論集『起きて、立って、服を着ること』で第14回俳人協会評論賞受賞。2001年より登四郎の跡をついで読売新聞俳壇選者となる。2002年「沖」退会。2003年、第三句集『静かな水』で芸術選奨文部科学大臣賞受賞。2004年より角川俳句賞選考委員。2009年第四句集『夏至』刊行。2017年、第五句集『羽羽』で蛇笏賞受賞。2019年、紫綬褒章受章。2024年、第六句集『玉響』で読売文学賞(詩歌俳句賞)、詩歌文学館賞受賞。
現代の女性のライフスタイルを反映した奔放な詠みぶりで、同世代の女性俳人の先駆けとして活躍。代表句に「いつの生（よ）か鯨でありし寂しかりし」（『水晶体』）、「かの鷹に風と名づけて飼ひ殺す」（『悠 HARUKA』）、「水の地球すこしはなれて春の月」（『静かな水』）などがある。

## 著書
- 水晶体 句集　私家版
- 起きて、立って、服を着ること 俳論集 深夜叢書社 1999.4
- 静かな水 句集 春秋社 2002.10
- 現代秀句 春秋社 2002.3 (日本秀句 別巻)
- 正木ゆう子集 邑書林 2004.8 (セレクション俳人)
- 夏至 句集 春秋社 2009.6
- 十七音の履歴書 俳句をめぐるヒト、コト、モノ。 春秋社 2009.7
- ゆうきりんりん 私の俳句作法 遊季 春秋社 2009.9
- 一句悠々 私の愛唱句 春秋社 2009.11
- 羽羽 句集 春秋社  2016.9
- 玉響　句集　春秋社　2023.9

## メディア出演
- NHK俳句（2016年度選者、第1週担当）